# Djävulens ABC
Djävulens ABC (originaltitel: The Devil's Dictionary) är en satirisk ordbok sammanställd från den amerikanske författaren Ambrose Bierce cyniska definitioner av ord i författade i olika tidningskolumner med svart humor under trettio års tid, med start 1881 i den San Francisco-baserade satirveckotidningen The Wasp under Bierces kolumn Prattle (engelska: pladder).
Boken utgavs första gången 1906 med titeln The Cynic's Word Book. Första utgivningen med namnet The Devil's Dictionary skedde 1911 som volym 7 i boksviten The Collected Works of Ambrose Bierce. Nytryckningar av The Devil's Dictionary utkom med start 1925 och 1926, och åtskilliga nytryck, versioner och översättningar har utgivits sedan dess. En svensk version utgavs 1967 i en översättning av Mårten Edlund under titeln Djävulens ABC.